# Limbă extraterestră
Limba extraterestră este un termen generic folosit pentru a descrie o posibilă limbă provenind de la o ipotetică specie de vietăți extraterestre inteligente. Studiul unui astfel de limbaj ipotetic a fost numit xenolingvistică, deși termeni alternativi, cum ar fi exolingvistică, au intrat în uz prin intermediul științifico-fantasticului. Prima utilizare a termenului „xenolingvistică” a fost în romanul din 1986 „Triad” de Sheila Finch.